# Pematang Sidamanik (plaats)
Pematang Sidamanik is een bestuurslaag in het regentschap Simalungun van de provincie Noord-Sumatra, Indonesië. Pematang Sidamanik telt 2194 inwoners (volkstelling 2010).